# Paris Brunner
Paris Josua Brunner (* 15. Februar 2006 in Dortmund) ist ein deutsch-kongolesischer Fußballspieler. Er ist flexibel im Sturm einsetzbar und steht als Leihspieler der AS Monaco in Belgien bei Cercle Brügge unter Vertrag. Mit der deutschen U17 wurde Brunner Welt- und Europameister und bei beiden Turnieren zum besten Spieler des Turniers gewählt.

## Karriere

### Verein

#### Anfänge im Ruhrgebiet
Brunner begann in der Jugend der SG Lütgendortmund mit dem Vereinsfußball und wechselte nach zwei Jahren innerhalb Dortmunds zum TSC Eintracht, dem Verein mit der größten Anzahl an aktiven Mitgliedern in der Stadt. In Lütgendortmund spielte der Junge mit dem Deutschpolen Nico Adamczyk zusammen, den er später beim BVB wiedertreffen sollte. Ab der D-Jugend spielte der Stürmer für Nachwuchsmannschaften von Rot-Weiss Essen und des VfL Bochum. Mit Essens U13 gewann er den Reviercup, ein Turnier für Nachwuchsteams aus Nordrhein-Westfalen. 2020 wechselte Brunner ins Nachwuchsleistungszentrum von Borussia Dortmund und hat dort einen bis zum 30. Juni 2025 gültigen Fördervertrag.
Überdurchschnittliche Leistungen in der B-Jugend des Vereins (beispielsweise 14 Tore in den ersten vier Saisonspielen, darunter allein fünf gegen seinen alten Verein VfL Bochum) sorgten für eine vorzeitige Versetzung des 15-Jährigen in die U19. Hier bildete Brunner gemeinsam mit dem Niederländer Julian Rijkhoff fortan ein Sturmduo, das gemeinsame 23 Scorerpunkte zur Mannschaftsleistung beitrug (vier davon verdiente sich Brunner). Im Meisterschaftsendspiel gegen Mainz 05, das der Weststaffelmeister Dortmund verlor, erzielte Brunner das späte 2:2 und sorgte so dafür, dass der BVB zumindest in die Verlängerung kam.
In der UEFA Youth League sammelte der Stürmer erstmals Erfahrungen in einem internationalen Vereinswettkampf und absolvierte für seine Mannschaft alle Spiele. Brunner erzielte in der Gruppenphase drei Tore gegen Sevilla, Manchester City und den FC Kopenhagen, woraufhin er mit Dortmund über die Zwischenrunde bis ins Viertelfinale gelangte. Hier schieden die Dortmunder aus dem Turnier aus, nachdem sie im Elfmeterschießen Hajduk Split unterlagen, wobei Brunner seinen Strafstoß verwandelte.
Nachdem Brunner zehn Tore in den ersten sieben Spielen der A-Junioren-Bundesligasaison 2023/24, darunter zwei „Dreierpacks“, erzielt hatte, gab der Verein Ende Oktober 2023 an, den Spieler „bis auf Weiteres“ suspendiert zu haben. Auf die Gründe ging man allerdings nicht ein. Nachdem der Stürmer in der Folge drei Partien verpasst hatte, holte ihn der BVB wieder in den Mannschaftskader zurück.

#### Profi bei Borussia Dortmund
Am 14. Spieltag der Bundesligasaison 2023/24, der Anfang Dezember 2023 ausgetragen wurde, traf die erste Herrenmannschaft der Borussia auf RB Leipzig. Deren Trainer Edin Terzić berief Brunner neben dem 19-jährigen Hendry Blank aus der U23 für diese Partie, setzte aber beide Spieler nicht ein. Bei der Nominierung profitierte der junge Spieler von Verletzungen der Angreifer Sébastien Haller und Youssoufa Moukoko. Sein erstes Spiel auf Profiniveau absolvierte Brunner schließlich Mitte März 2024 für die U23 in der 3. Liga. Zuvor waren der Stürmer und seine Mannschaftskollegen in der Zwischenrunde der UEFA Youth League am MŠK Žilina gescheitert. Zumindest in der Liga konnte der Meistertitel in der Weststaffel verteidigt werden, Brunner war hierbei in beinahe jeder Rückrundenpartie an mindestens einem Tor direkt beteiligt. In den Halbfinalspielen der Meisterschaftsendrunde bereitete Brunner sowohl im Hin- wie auch im Rückspiel gegen Hertha BSC jeweils einen Treffer vor und war schließlich im Endspiel beim 1:3 gegen die TSG 1899 Hoffenheim der einzige Dortmunder Torschütze.

#### Wechsel nach Frankreich und Belgien
In der Saison 2024/25 kam Brunner bis Mitte August 2024 weder für die U23 noch für die U19 zum Einsatz, obwohl beide Mannschaften bereits wieder am Pflichtspielbetrieb teilnahmen. Stattdessen wechselte er in die französische Ligue 1 zur AS Monaco. Die Franzosen verliehen ihn nach Erwerb der Transferrechte wiederum direkt an ihren in der belgischen Division 1A spielenden Partnerverein Cercle Brügge. Bei Brügge hatte der Neuzugang einen schweren Start, unter anderem aufgrund der Umgewöhnung auf ein höheres Spielniveau. Da Trainer Miron Muslić darüber hinaus auf Kévin Denkey im Sturmzentrum setzte, war Brunner bis Dezember 2024 überwiegend Einwechselspieler. Zwar wurde er Ende November in der Conference League gegen Heart of Midlothian erstmals von Beginn an aufgeboten, zur Halbzeit aber schon wieder vom Feld genommen. Bei seinem zweiten Startelfeinsatz im Europapokal spielte der Angreifer als linker Flügelstürmer durch und sicherte seinem Team mit dem Tor zum 1:1-Endstand den achten Platz, was den Einzug Brügges ins Achtelfinale des Wettbewerbs bedeutete. Zum Jahresende 2024 hin zog sich Brunner einen Muskelfaserriss zu und fiel langfristig aus. Im Februar kehrte er zurück und blieb mit seiner Mannschaft in den letzten vier Spielen der Hauptrunde sieglos. Anschließend musste er mit Cercle gegen drei weitere Teams in der Abstiegsrunde antreten. Da die VV St. Truiden aber noch besser war, stand für Brügge und seinen Spieler anschließend die Relegation gegen den Zweitligisten Patro Eisden Maasmechelen an. Beide Spiele wurden gewonnen, wobei Brunner zweimal selbst traf, woraufhin Cercle Brügge Erstligist blieb.

### Nationalmannschaft
Brunner spielte sechsmal für die deutsche U16, ehe er im Sommer 2022 in die U17 aufrückte. In beiden Teams wurde er von Christian Wück trainiert. Im Rahmen der Qualifikation zur U17-EM 2023 steuerte der Stürmer sieben Tore und zwei Vorlagen bei und schaffte es, sich mit dem Team für die Endrunde zu qualifizieren. Bei dieser gelang es dem zweiten Kapitän (hinter Noah Darvich) und der deutschen U17, ohne eine Niederlage ins Finale gegen Frankreich einzuziehen. Da es nach Ablauf der regulären Spielzeit noch 0:0 stand, mussten beide Nationalteams ins Elfmeterschießen. Brunner verwandelte seinen Strafstoß und gewann letztendlich mit der Mannschaft den Titel, was seit 14 Jahren keiner U17 Deutschlands mehr gelungen war. Neben drei weiteren Spielern (darunter sein Mannschaftskamerad Robert Ramsak) wurde Brunner als bester Torschütze ausgezeichnet und schließlich zum besten Spieler des Turniers gewählt.
Bei der U17-WM in Indonesien wurde Brunner in allen Spielen von Beginn an auf dem linken Flügel eingesetzt. Neben Charles Herrmann und Almugera Kabar war er einer von drei Spielern der U19 Borussia Dortmunds im Kader (nur der FC Bayern stellte noch mehr Spieler im Turnierteam). Brunner schoss in der Gruppenphase ein Tor und holte mit der Mannschaft mit der vollen Punktzahl den Gruppensieg. Im Achtelfinale bereitete der Stürmer Bilal Yalçınkayas entscheidendes 3:2 gegen die USA vor. Das Viertelfinalspiel gegen die Spanier wurde durch einen von ihm herausgeholten und verwandelten Strafstoß entschieden. Im Halbfinale, in welchem man auf Argentinien traf, schoss Brunner zwei Tore und verwandelte auch im nach einem 3:3 innerhalb der regulären Spielzeit notwendig gewordenen Elfmeterschießen den letzten Versuch des Spiels. Das Finale gegen Frankreich musste ebenfalls im Elfmeterschießen entschieden werden. Während Brunner das 1:0 erzielte, verschoss er diesmal seinen Elfmeter. Trotzdem gelang es dem Team, als erste deutsche U17 den Weltmeistertitel zu erringen. Brunner wurde wiederum zum besten Spieler des Turniers gekürt. Zuletzt wurde diese Ehre Toni Kroos (2007) als einzigem deutschen Spieler vor ihm zuteil.
Jugendnationaltrainer Christian Wück sagte über seinen Spieler:
„Paris ist vor dem Tor sehr präsent und brandgefährlich. Er entwickelt im Spiel mit und gegen den Ball eine unheimliche Wucht. Er ist dank dieser Wucht, seiner Körperlichkeit und Athletik gepaart mit seinen technischen Fähigkeiten prädestiniert dafür, nach schnellen Balleroberungen zügig zum Torerfolg zu kommen. Er besitzt auch eine gute Grundschnelligkeit. All diese verschiedenen Faktoren machen ihn so gefährlich.“
Im Anschluss an die Pflichtspielsaison 2024/25 reiste Brunner als einer von zwei „Legionären“ mit der U19 Deutschlands zur EM nach Rumänien. Im Rahmen der Qualifikation zum Turnier hatte er zur Mannschaftsleistung vier Tore beigetragen und mit dem Team alle Partien gewonnen. Die Gruppenphase schloss Brunner mit der deutschen U19 mit einem Sieg, einer Niederlage und einem Remis ab und zog mit ihr ins Halbfinale gegen den Titelverteidiger Spanien ein, das in der Verlängerung verloren ging. Er wurde in allen Spielen über die volle Spielzeit eingesetzt und bereitete ein Tor vor.

## Ehrungen
Im Sommer 2023 wurde Brunner für seine Leistungen für den BVB und die deutsche U17-Nationalmannschaft die Fritz-Walter-Medaille in Gold in der Altersklasse U17 verliehen. Der britische Guardian zählte ihn im Oktober 2023 zu einem der 60 „vielversprechendsten Fußball-Talente der Welt“.

## Privatleben
Brunners Vater ist Rechtsanwalt in Dortmund und berät seinen Sohn. Neben der deutschen hält Brunner durch seine Mutter auch die Staatsbürgerschaft der Demokratischen Republik Kongo.

## Titel und Auszeichnungen
Nationalmannschaft
- U17-Weltmeister: 2023
- U17-Europameister: 2023

Borussia Dortmund
- Meister der A-Junioren-Bundesliga West: 2023, 2024

Persönlich
- Bester Spieler der U17-Weltmeisterschaft: 2023
- Bester Spieler der U17-Europameisterschaft: 2023
- Torschützenkönig der U17-Europameisterschaft: 2023 (4 Tore)
- Fritz-Walter-Medaille: 2023 (U17; Gold)